# Kościół św. Mikołaja w Kędzierzynie-Koźlu
Kościół Świętego Mikołaja w Kędzierzynie-Koźlu – rzymskokatolicki kościół parafialny w Kędzierzynie-Koźlu, w województwie opolskim, należący do dekanatu Kędzierzyn diecezji opolskiej, mający status obiektu zabytkowego, zbudowany z cegły, w stylu neogotyckim. Kościół mieści się przy ulicy Doktora Judyma 6, w dzielnicy Kędzierzyn. Fasada z wejściem głównym usytuowana jest od ulicy Kościelnej.

## Architektura

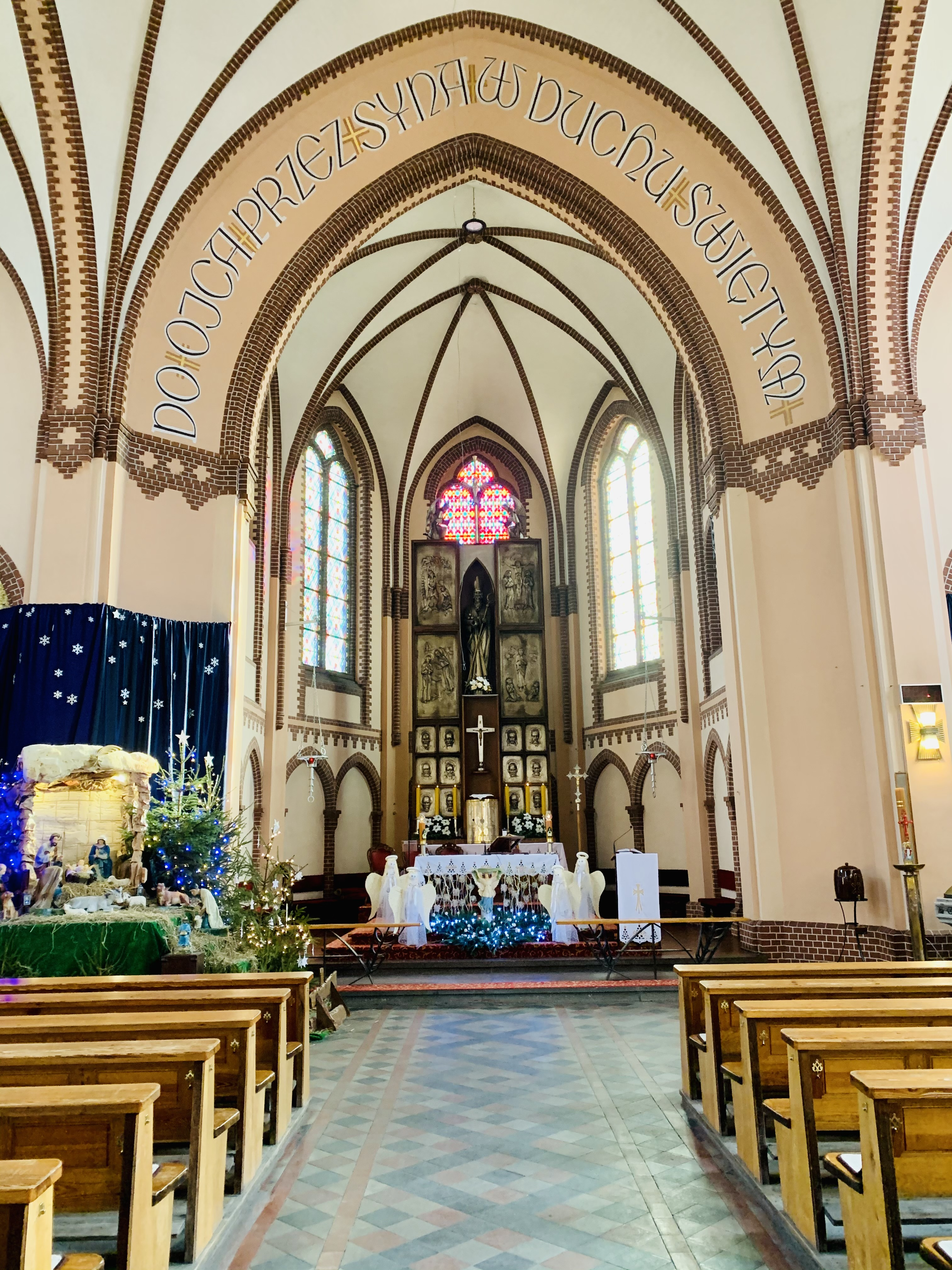
Nawa główna kościoła

Kościół składa się z nawy głównej zakończonej prezbiterium z ołtarzem głównym oraz dwóch naw bocznych zakończonych ołtarzami pod wezwaniem Matki Bożej Królowej i Świętego Józefa Rzemieślnika oraz wieży zakończonej iglicą. Wieża o wysokości ok. 38 m ma 5 kondygnacji (dwie pierwsze o wysokości 4,2 m, trzecia o wysokości 5,8 m z mechanizmem zegara, czwarta o wysokości ok. 9 m ze stalową konstrukcją zawieszenia dzwonów i ostatnia pod hełmem). Kościół ma około 35 m długości i 25 m szerokości. Powierzchnia użytkowa kościoła wynosi 660 m², a kubatura 11 000 m³.
Budynek jest murowany, nietynkowany, w stylu neogotyckim. Sklepienie nad nawą główną i bocznymi – ceglane krzyżowo-żebrowe z łękiem podwyższonym. W zakrystii sklepienia krzyżowe. Górne kondygnacje wieży – odcinkowe sklepienia Kleina. Więźba dachowa drewniana o konstrukcji płatwiowo-kleszczowej o trzech stolcach z zastrzałami. Wieża kryta blachą miedzianą. Dach dwuspadowy kryty dachówką karpiówką. Okna ostrołukowe z laskowaniem, wypełnione witrażami. Elewacje kościoła wykonane są z cegły klinkierowej. Na fasadzie kościoła widnieje łac. napis: Gloria in excelsis Deo (pol. Chwała na wysokości Bogu). Powyżej na zwieńczeniu fasady umieszczono mozaikowy medalion z wizerunkiem patrona kościoła św. Mikołaja oraz łacińskim napisem: łac. Sancte Nicolae. Ora pro nobis. (pol. Święty Mikołaju. Módl się za nami). Przy wejściu głównym znajduje się przedsionek, a nad nim przesklepiony czterema filarami chór z umieszczonymi na nim organami zbudowanymi przez Biernackiego ok. 1960, wyposażone w 45 głosy o trzech manuałach, wolnostojące piszczałki prospektowe, elektromagnetyczną trakturę, wiatrownice stożkowe i rezerwuar (główny miech pływakowy oraz kompensacyjny miech pływakowy). Na łuku tęczowym kościoła widoczny napis: Do Ojca przez Syna w Duchu Świętym, a na sklepieniu widoczne są symbole czterech Ewangelistów.
Ołtarz główny kuty jest w mosiądzu z posrebrzanymi reliefami. Po lewej stronie tabernakulum, nad obliczami 6 apostołów umieszczono scenę Zwiastowania, a nad nią Chrztu Jezusa w Jordanie, z prawej nad obliczami pozostałych 6 apostołów umieszczono scenę Przemienienia Pańskiego, a nad nią Ukrzyżowania. Na szczycie ołtarza Duch Święty w postaci Gołębicy z adorującymi figurami aniołów po obu stronach. Tabernakulum jest pozłacane, wykonane z mosiądzu. Na jego drzwiczkach łac. napis: Panis Vitae Vitis Vera, co można przetłumaczyć jako: Prawdziwy Chleb i Winorośl Życia. W centrum ołtarza nad tabernakulum figura patrona kościoła św. Mikołaja. W kościele na ścianach umieszczono figury: na lewej św. Jacka i św. Piotra, a na prawej św. Pawła i św. Anny ze swoją córką Maryją, oraz dwie figury na filarach pod chórem: św. Judy Tadeusza i św. Antoniego trzymającego na swym ręku małego Jezusa oraz dodatkowo od strony nawy głównej św. Ojca Pio i św. Rocha.
Na lewej ścianie kościoła znajduje się niewielka kaplica (odnowiona w 2017) z kopią obrazu Matki Bożej Częstochowskiej i relikwiarzem św. Jana Pawła II, eksponowanym w centrum ołtarza. Na progu tej kaplicy ustawiono na postumentach rzeźby św. Rity z Cascii po lewej stronie i św. Faustyny Kowalskiej z prawej. Po lewej stronie, przed kaplicą wiszą obrazy św. Katarzyny Aleksandryjskiej i św. Jana Pawła II, a po prawej obraz Jezusa Miłosiernego. Od 1 maja 2018 na tym ołtarzu trwa całodzienna adoracja Najświętszego Sakramentu.
Ołtarze boczne w postaci mozaik były sprowadzone z Niemiec, ułożone i sklejone przez siostry zakonne. Po prawej stronie znajduje się ołtarz św. Józefa Rzemieślnika z Jezusem oraz widocznym napisem: Cokolwiek uczynicie, uczyńcie wszystko w imię Pana oraz ustawioną zabytkową chrzcielnicą, a po lewej Matki Bożej Królowej z Dzieciątkiem oraz widocznym napisem: Uczyńcie cokolwiek On wam powie z umieszczoną po prawej stronie ołtarza bocznego gablotą z figurą Matki Bożej Fatimskiej.
Za prezbiterium, na zewnątrz pod zadaszeniem umieszczono figurę Piety, scenę z XIII stacji drogi krzyżowej wraz z głazem z tablicą pamiątkową poświęconą pamięci zamordowanego księdza bł. Jerzego Popiełuszki, a przy ścianie bocznej od strony ul. Doktora Judyma krzyż misyjny. Przed kościołem znajduje się plac, a przy nim postument ze sceną Ukrzyżowania i łac. napisem: Ave Crux Salus 1904 (pol. Chwała Krzyżowi Zbawienia). Plac graniczy ze starym cmentarzem.

## Historia kościoła

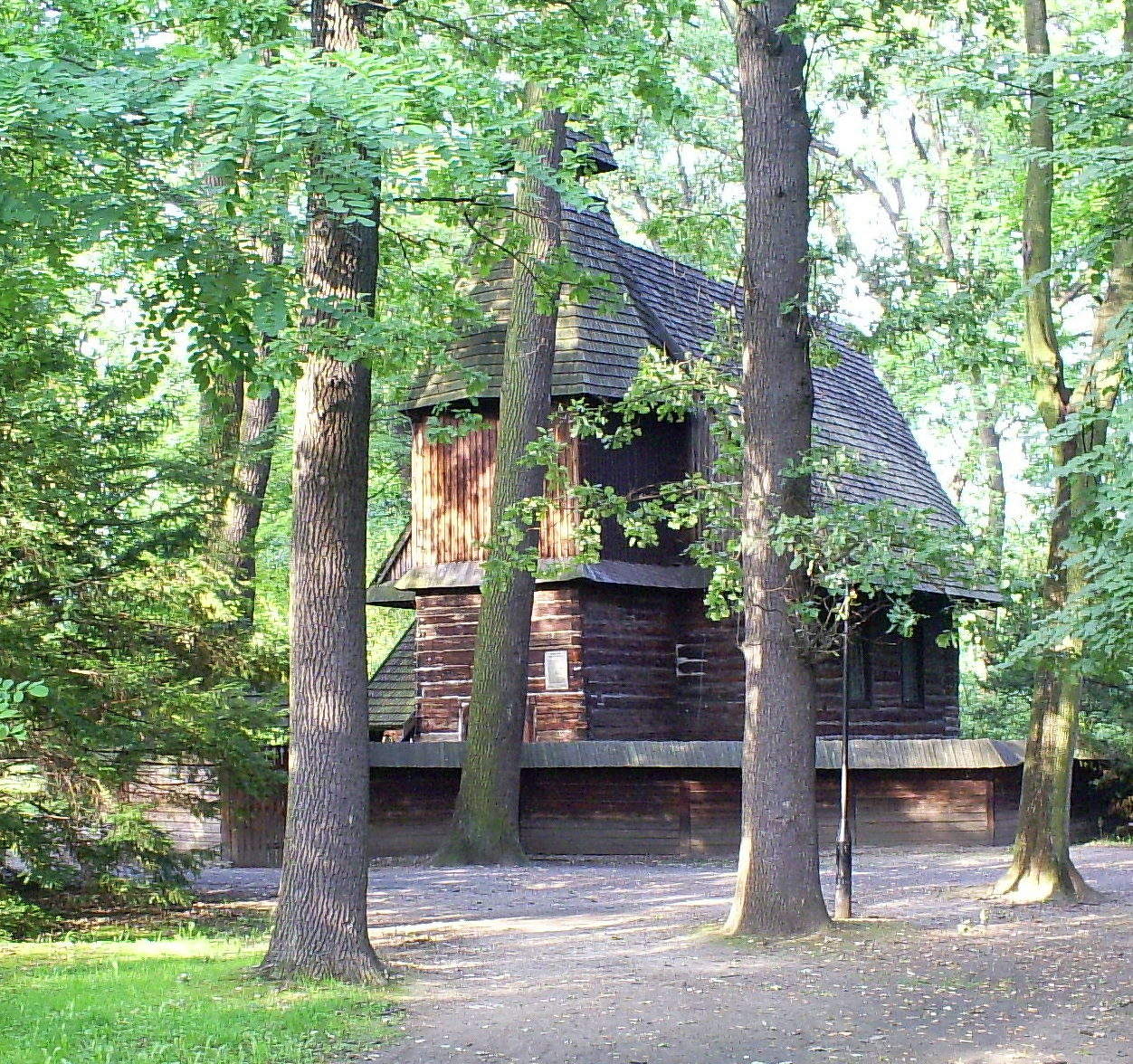
Stary kościół pw. św. Mikołaja przeniesiony do Parku Szczytnickiego we Wrocławiu

Kościół został zbudowany w latach 1900–1902, dzięki funduszom gromadzonym przez pierwszego proboszcza parafii ks. Maksymiliana Wontrobkę. Projekt kościoła opracował arch. Ludwig Schneider z Opola, a 22 kwietnia 1901 został on zatwierdzony przez kard. Georga Koppa. Koszt budowy kościoła oraz budynku probostwa oszacowano na 110 000 marek (M). Do budowy przystąpiono 15 lipca 1901, a 25 sierpnia nastąpiło uroczyste położenie i poświęcenie kamienia węgielnego. Do kamienia węgielnego włożona została szklana tuleja z metryką o historii pierwotnego drewnianego kościółka (przeniesionego w 1913 do Parku Szczytnickiego we Wrocławiu), powstaniu obecnej parafii, ze spisem darów oraz po egzemplarzu miejscowych gazet Schlesiche Volkszeitung, Coseler Stadblatt oraz Oberschlesiche Volkszeitung. Wykonanie prac murarskich powierzono mistrzowi Karlowi Blessowi, a prace stolarskie Limprechtowi z Głogowa. Figura św. Mikołaja była darem proboszcza Pflegera z Raciborza-Ostroga. Trzy dzwony o wadze odpowiednio (560, 264,5 i 156,5) kg dostarczyła firma Ulrich z Lauchy. Drewniane płaskorzeźby drogi krzyżowej były dziełem artysty Riffesera z Saint-Ulrich.
Konsekracji kościoła dokonał 19 października 1902 kard. Georg Kopp. Dzięki staraniom następnego proboszcza parafii ks. Georga Wotzki dokonano wymiany podniszczonego ołtarza głównego. Nowy ołtarz wykonała wrocławska pracownia artystyczna Ericha Adolfa. Koszty wykonania ołtarza, tabernakulum i figury św. Mikołaja wyniosły 10 714 M.